# Golfe d'Izmir
Le golfe d'Izmir, autrefois connu sous le nom de golfe de Smyrne, est une anse de la mer Égée. Il est long de 75 km sur 35 km de large, avec un excellent mouillage. La ville d'Izmir, un port turc important, entoure l'extrémité de ce golfe.